# آمل (إيران)
آمُل، تلفظ بمد الألف و ضم الميم، هي مدينة في محافظة مازندران في إيران وهي من أكبر مدن المحافظة ويبلغ عدد سكانها 197470 نسمة (عام 2005). ترتفع آمل 76 متراً عن سطح البحر، ويبعد مركز آمل عن شاطيء بحر قزوين 18 كم وعن أقدام سلسلة جبال البرز حوالي 6 كم.
كما تبعد آمل حوالي 180 كم شمال شرق مدينة طهران. كما تتمتع آمل بموقع مهم فهي المدخل لعدة مدن في محافظة مازندران.
تتبع مدينة آمل العديد من القرى ذات الطبيعة الجميلة كما يمكن رؤية قمة جبل دماوند من مدينة آمل.

## تاريخ

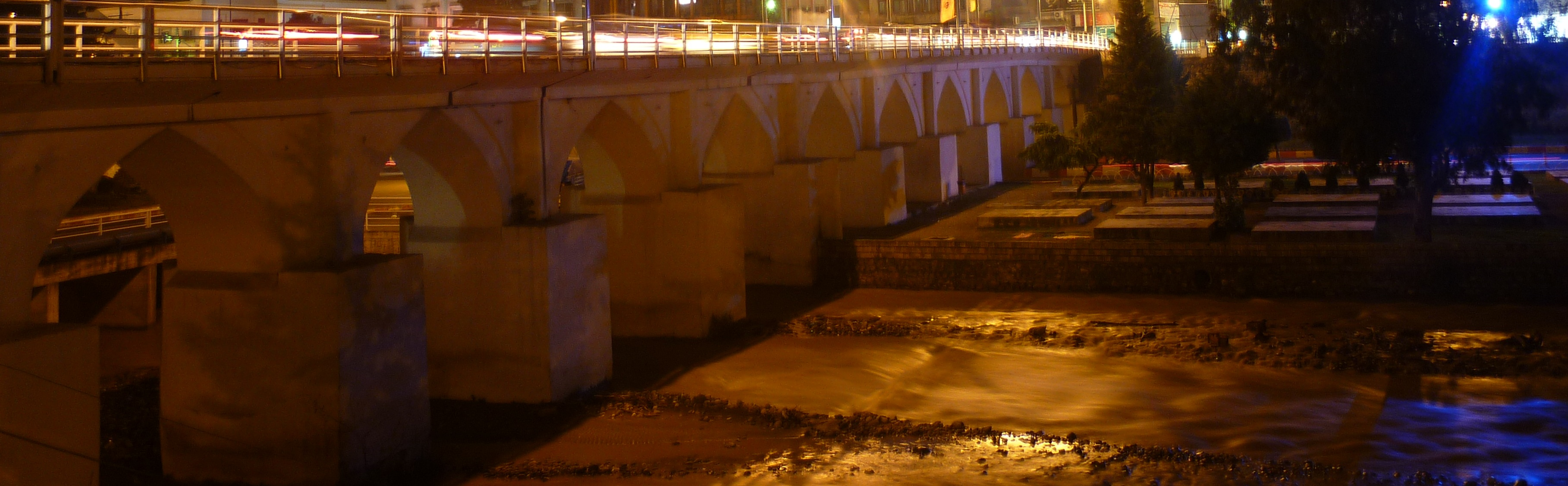
جسر دوازده چشمه

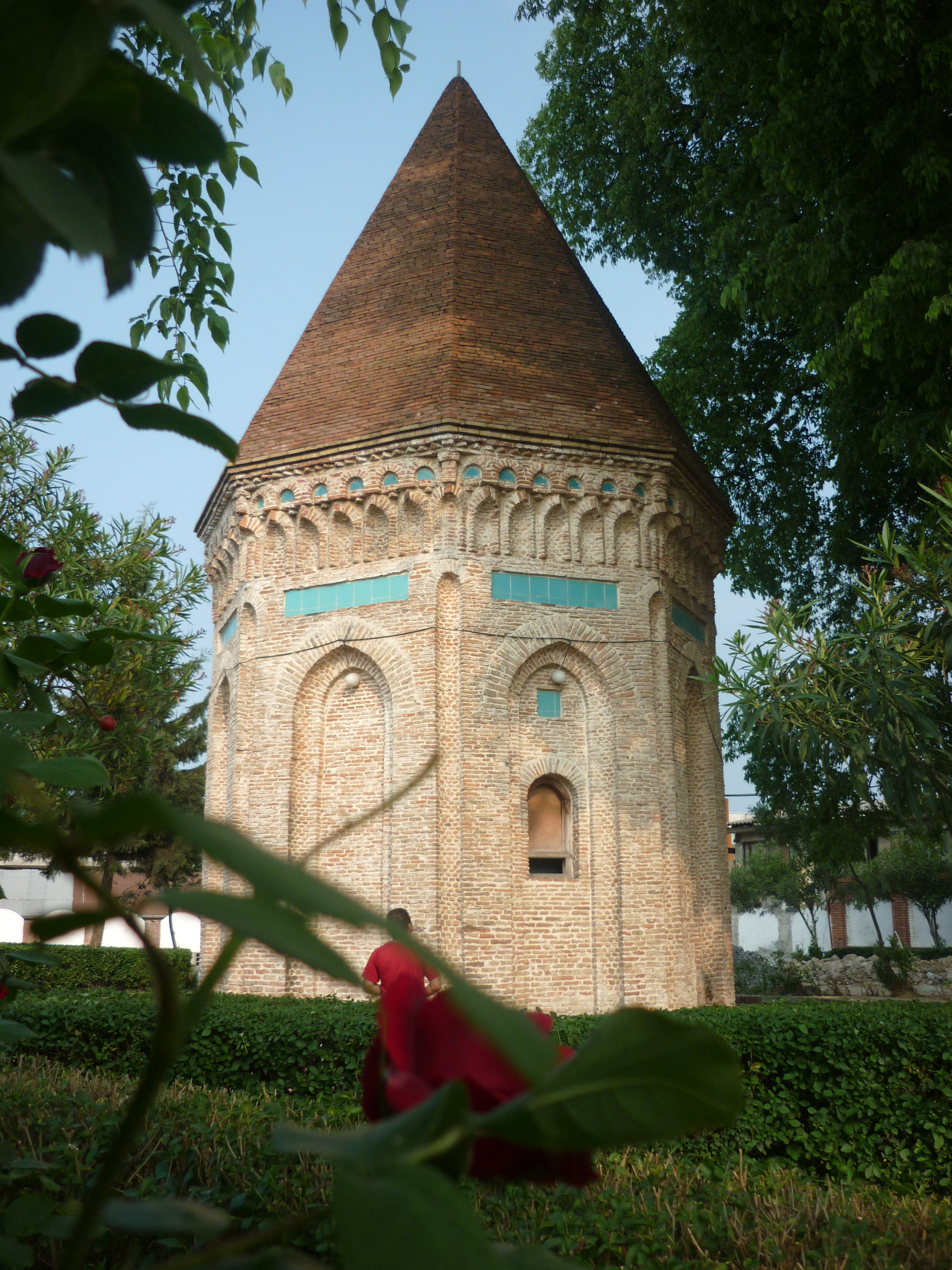
مقبرة العلامة میر سید حیدر الآملي

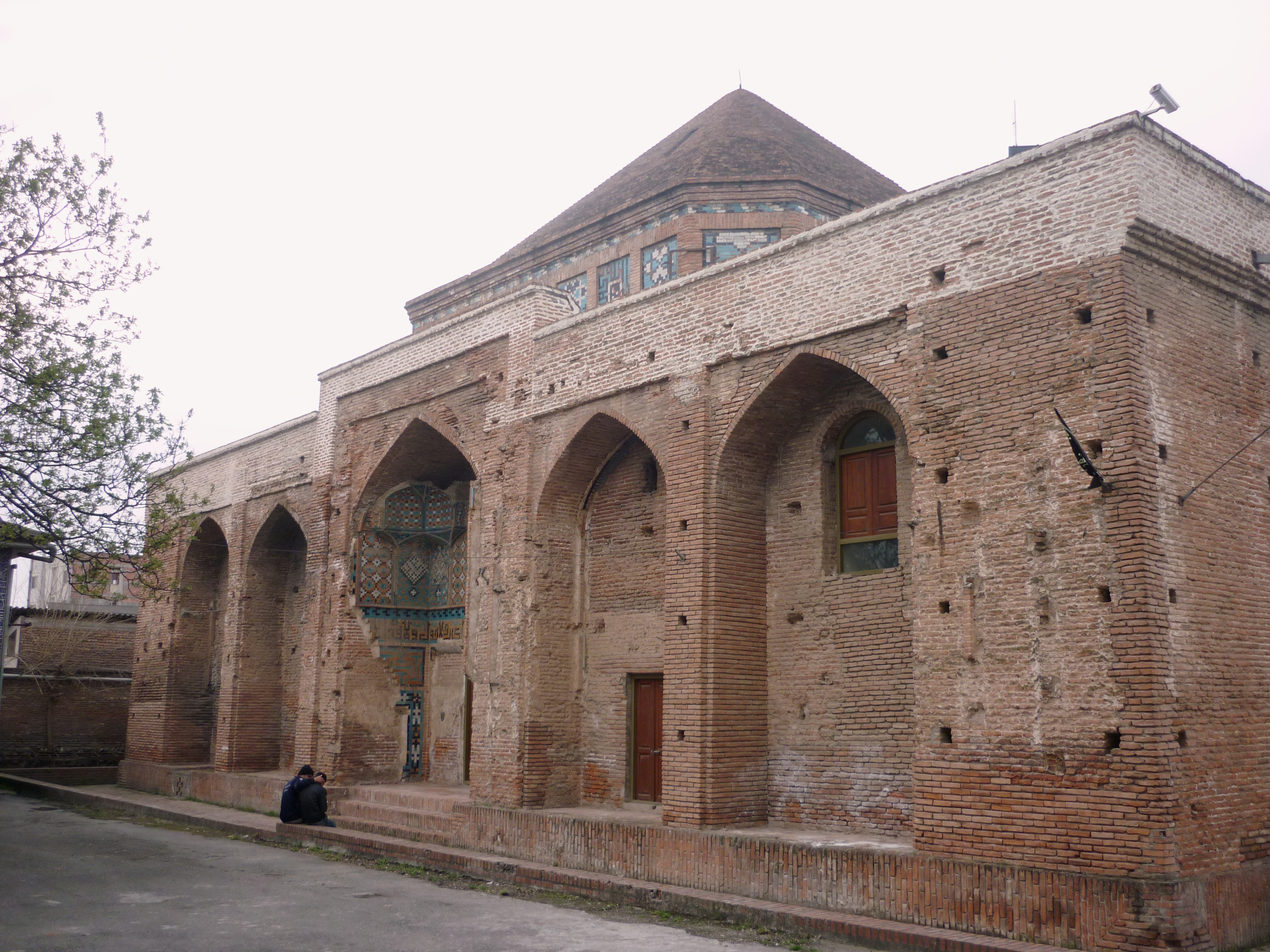
مقبرة المرعشي الکبیر

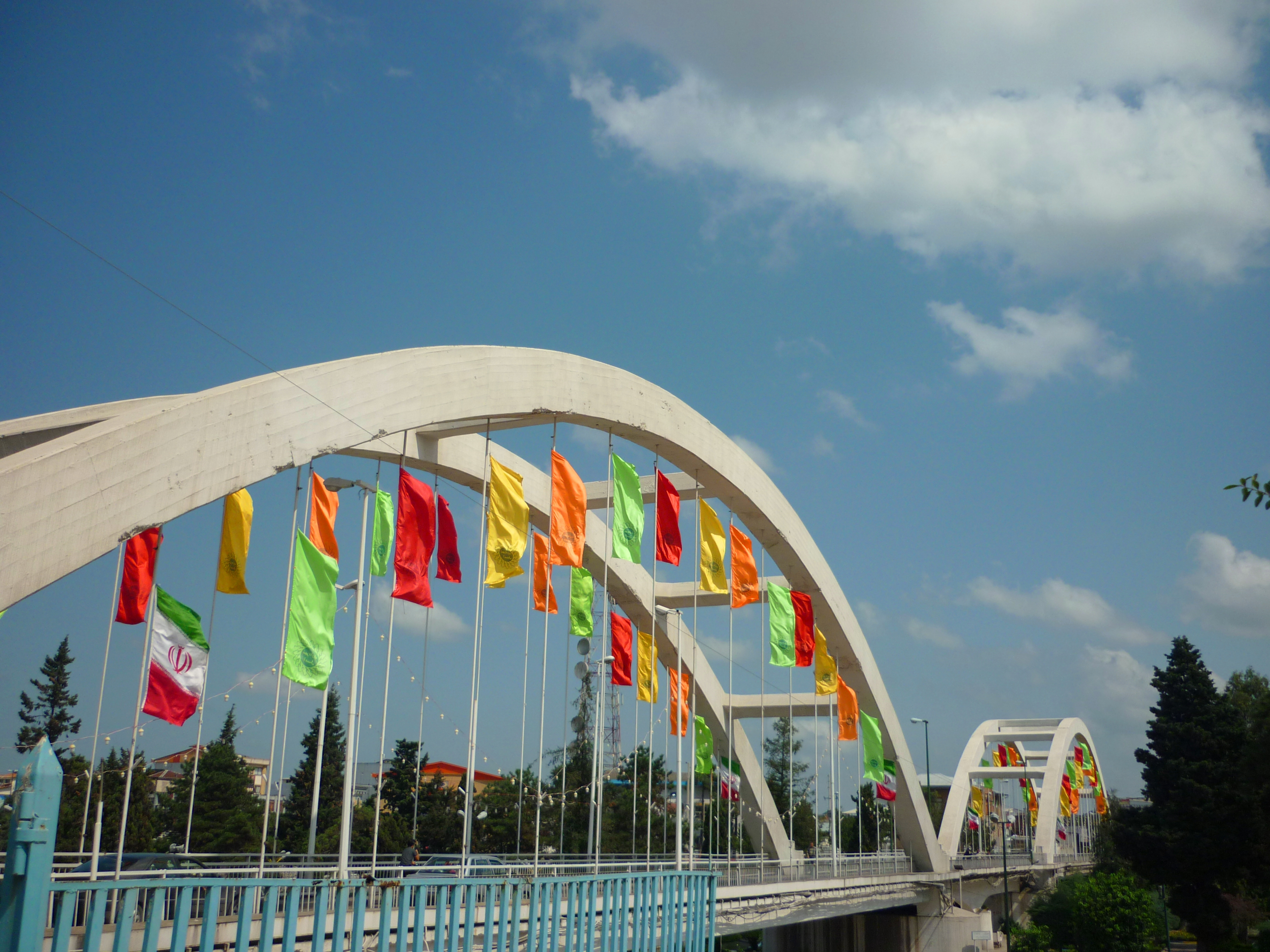
جسر معلق

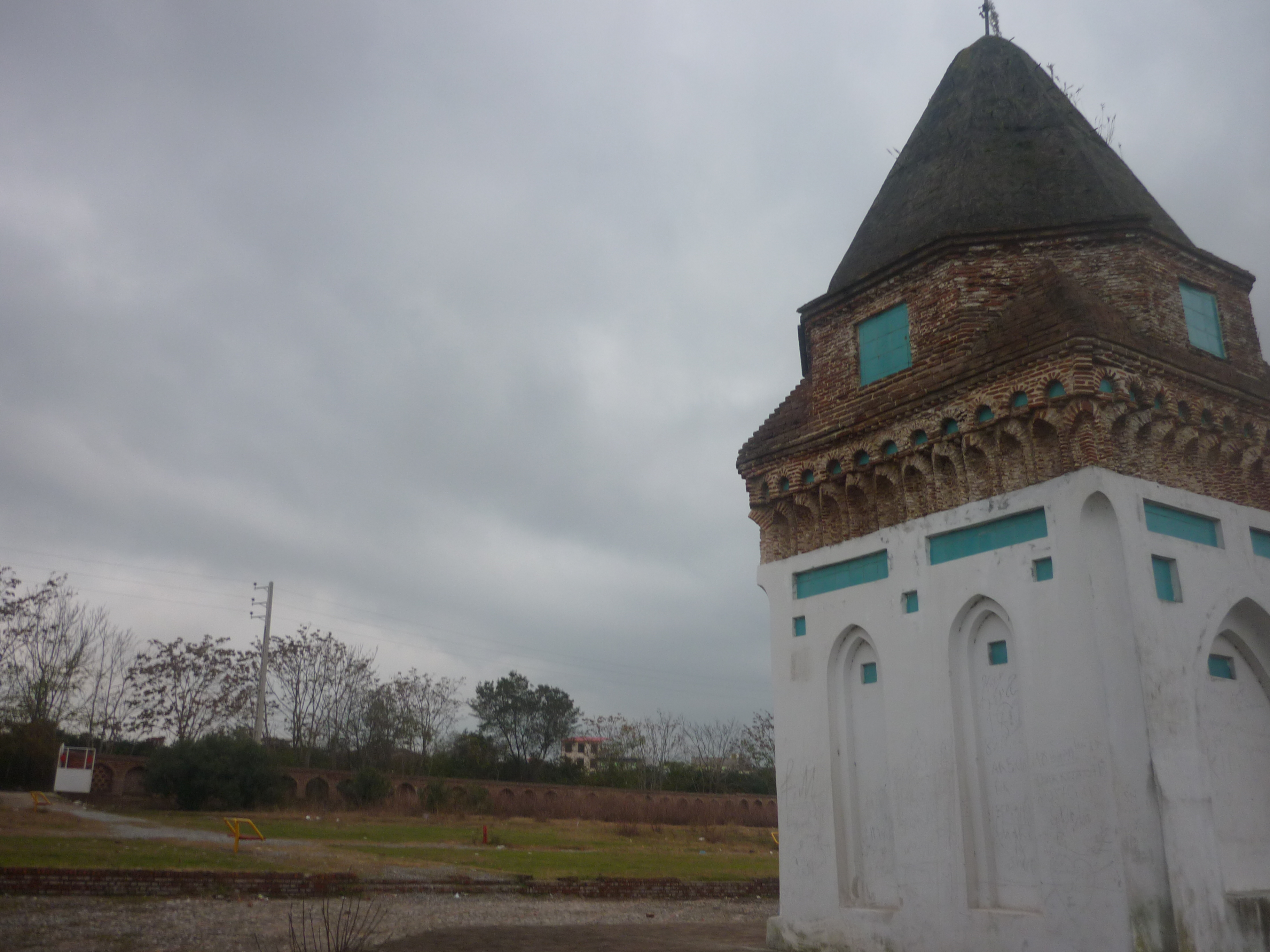
مقبرة الناصر الحق

بدأت مظاهر الحضارة والتمدن فی آمل ومنطقها خلال قوم آمارد علی ارجح الأقوال.وكان اسم آمول من قبيلة من قبائل الآمارد، وحسب إحصائيات المدينة الموجودة اليوم في محافظة مازندران في إيران بأنها كانت عاصمة سلالات عدة کبیرة. وکان من المعروف أن آمول يقصدها العلماء والفلاسفة من المدن والعاصمة ومعاقل الإسلام لفترة طويلة من الزمن، كذلك فقد استوطنتها قبائل عربيَّة أبَّان الفتح الإسلامي أبرزها الأزد.

## عدد السكان
يبلغ عدد سكانها 230000.

## مشاهیر الآملیین
سکن في آمل، الإمام مسلم صاحب صحيح مسلم والحاکم صاحب المستدرك، كما نسب إلى هذه المدينة الكثير من العلماء وفلسفة وادباء وشعراء منهم:
- محمد بن جرير الطبري
- العلامة حسن حسن زاده الآملي
- أبو سهل القوهي
- الامام فخر الدين الرازي
- العلامة عبد الله الجوادي الآملي
- اللالكائي
- عمر بن الفرخان الطبري
- أبو الحسن الطبري
- المازيار بن قارن بن سروین
- الرکن الدین الآملی
- ابن ربن الطبري
- علي لاريجاني
- ترنجی الطبري
- مولانا صوفي
- الشیخ قیس الرازي
- الشیخ محمد تقی الآملی
- آیت الله میرزا هاشم الآملی
- فخر الاءسلام
- عبد الله مازندراني
- البروفسور أحمدیه
- سید رضي الاریجاني
- سید الابوالحسن شمس آبادي
- الظهیر الدین مرعشي
- مولانا کاشي
- محمد تقی دانش بزوه
- ملک الشعراء طالب الآملی
- محمد بن محمود الآملي
- محمد بن بندار بن محمد اللارجاني الطبري
- أبوالعباس قصاب الآملی
- ملا صالح مازندراني
- اسماعیل خواجوي
- شیخ الخلیفه السلطان
- ابن الاسفندیار
- عماد الدین طبري
- مولانا سراج الدین قمري
- قاضي الهجیم الآملی
- سید علی ابن محمد الآملی
- بن رستم الطبري
- الاستاد فرهنگ شریف
- یحیی ابن ابی منصور
- خلیل بن بکر الآملی
- سهل بن بشر
- الحاج ملا علی کني
- الشیخ الکیلانی
- أبو حاتم محمود بن الحسن الآملی

## الاماكن السياحية والثقافية
- جبل دماوند
- جسر دوازده چشمه
- جسر معلق
- السوق القديم
- قلعة ملک البهمن
- ضريح مير حيد الآملي
- حراز نهر
- لار السد
- آتسکده آمل
- موزه التاریخ الآمل
- قبر ناصر الحق الزیدیه
- مقبره میر بزرگ المرعشي(قوام الدین مرعشي)
- قدمگاه خضر
- غابة الیمستان
- غابة زیارو
- غابة بارک جنگلی هراز
- بقعه الإمام زاده عبد الله
- الكهوف البيوت القديمة کافر کلي
- بقعه الإمام زاده ابراهیم
- بقعه الشیخ درویش
- بقعه السید حسن ولی
- مسجد حاج علی کوجک
- مسجد آقا عباس
- حمام الاشرف السلطان
- کاوانسرا کمبوج
- شلال یخی
- شلال الآمل
- مسجد الإمام حسن العسگري
- قلعة کهرود
- قلعة امیری
- شلال لار
- شلال سنگ الدرکا
- أبرز دور الملك ناصر الدين القاجاري
- أصفر زهرة الكهف
- شلال شاهاندشت
- شلال دریوک
- حمام شاه عباسي
- المياه الساخنة والمياه المعدنية لارجان
- المياه الساخنة والمياه المعدنية استرابکوه
- المياه الساخنة والمياه المعدنية اسک
- قديم المنازل والقصور داخل المدينة

## لغة السکان
لغة أهل المدينة هي الفارسیه باللهجة الآملية.كما ويتحدث فيها السكان الترکیه والکردیه بلهجة جدلية فهذه المدينة خاصة وفريدة من نوعها للتعددية الموجودة فيها.

## الكليات والجامعات
المدرسة النظامية من مدارس جهان القديمة، ولهذه المدرسة شهرة عظيمة وكانت الذي أنشئ في سبع مدن في مختلف أنحاء العالم، وأيضا من بين سبع مدن من كان أيضا تأسست امول امول في.
- جامعه شمال
- جامعه العلوم الطبية
- جامعة العلوم الطبيعية
- جامعه ازاد الإسلامية آیت الله آملی
- جامعه انستیتو
- جامعه بیام نور
- جامعه التقنية والهندسة

## معرض الصور

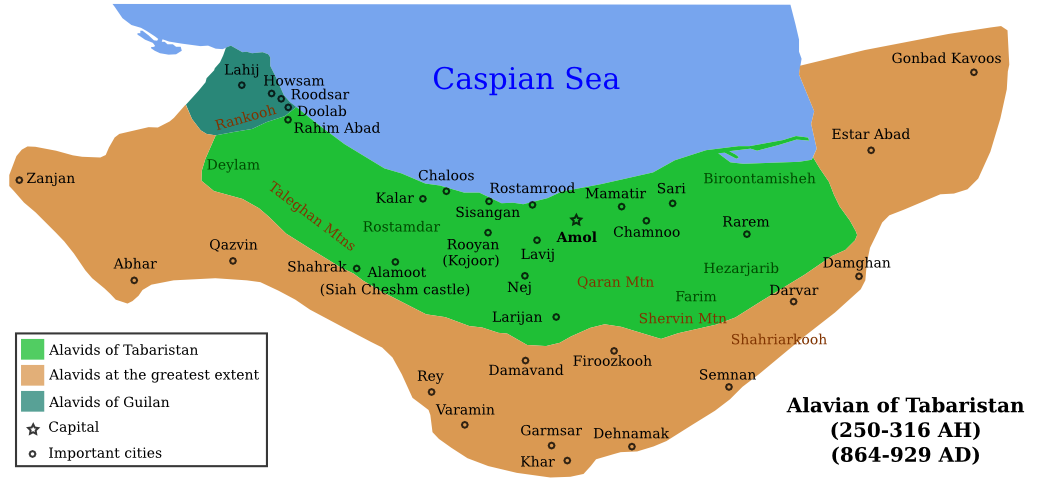
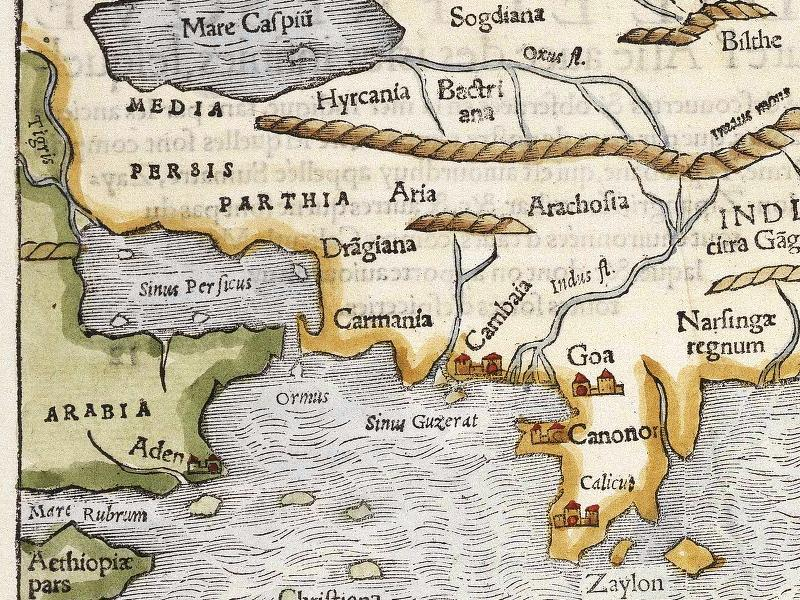
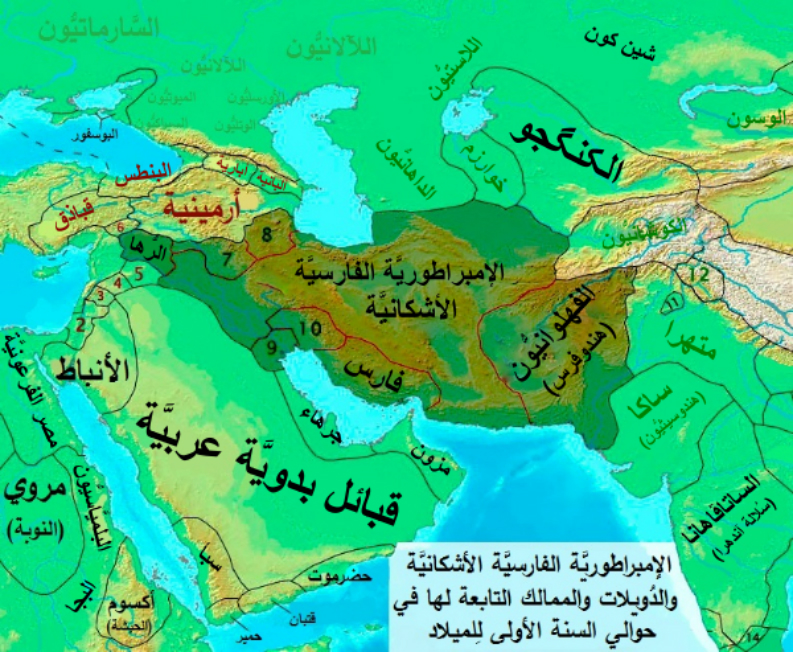

## دین
الإسلام هو دین الأول فی آمل